# Eidet (Nordland)
Eidet est une localité du comté de Nordland, en Norvège.

## Géographie
Administrativement, Eidet fait partie de la kommune de Tysfjord.